# Dudley S. Gregory

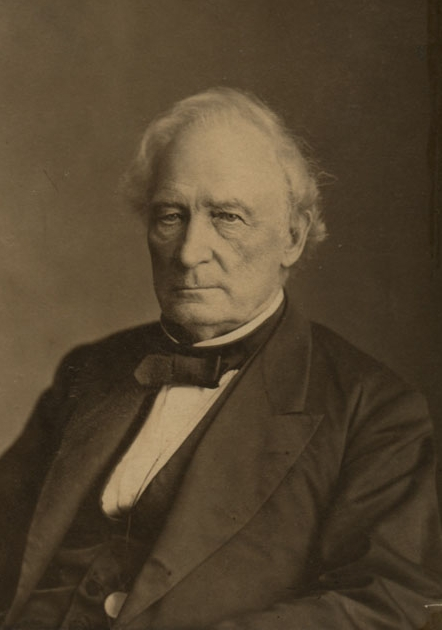
Dudley Sanford Gregory

Dudley Sanford Gregory (* 5. Februar 1800 in Redding, Connecticut; † 8. Dezember 1874 in Jersey City, New Jersey) war ein US-amerikanischer Politiker und Abgeordneter im Repräsentantenhaus der Vereinigten Staaten.
Gregory wurde 1800 in Redding, einer Ortschaft im Fairfield County, geboren. 1805 zogen sein Vater und er nach Albany in New York. 1824 war Gregory Mitglied der Ehrengarde, die General La Fayette bei dessen Besuch in den Vereinigten Staaten in New York empfing. Im selben Jahr zog Gregory nach New York City. Dort lebte er zehn Jahre, bevor er 1834 nach Jersey City zog.
1838 wurde Gregory zum ersten Bürgermeister von Jersey City gewählt. Dieses Amt hatte er dreimal inne, von 1838 bis 1840, von 1841 bis 1842 sowie von 1858 bis 1860. Zwischen seiner zweiten und dritten Amtszeit vertrat Gregory den Bundesstaat New Jersey vom 4. März 1847 bis zum 3. März 1849 als Abgeordneter im Repräsentantenhaus der Vereinigten Staaten. Gregory gehörte der Whig Party an.